# Anders Vredin
Anders Vredin, född 1957, är en svensk nationalekonom med inriktning på makroekonomi och stabiliseringspolitik.
Vredin disputerade 1988 vid Handelshögskolan i Stockholm (HHS). Han var därefter verksam vid Fackföreningsrörelsens institut för ekonomisk forskning (FIEF) i fyra år, innan han 1992 återvände till en forskar- och lärartjänst vid HHS, där han även blev docent.
I slutet av 1996 rekryterades han till Sveriges riksbank för att bli chef för den forskningsavdelning som skapades 1 januari 1997. År 2002 blev han chef för Riksbankens penningpolitiska avdelning.
Den 15 januari 2010 lämnade Vredin Riksbanken för att tillträda som verkställande direktör för Studieförbundet Näringsliv och Samhälle (SNS).
I september 2011 meddelade SNS styrelse att Vredin avgår från VD-posten så snart en ersättare rekryterats. Orsaken till att Vredin fick lämna posten var att både forskningschefen Laura Hartman och Olof Petersson lämnat SNS på grund av Vredins agerande i samband med publiceringen av en kontroversiell SNS-rapport och efterföljande debatt.
Vredin bad senare Laura Hartman och Olof Petersson om ursäkt för sitt agerande, som beskrevs som ett försök att hindra Laura Hartman från att delta i debatten som följde SNS-rapporten, och medgav att hans hantering av frågan var bristfällig.
År 2012 återvände han till Riksbanken och blev avdelningschef för stabsavdelningen.